# Mazères-Lezons
Mazères-Lezons är en kommun i departementet Pyrénées-Atlantiques i regionen Nouvelle-Aquitaine i sydvästra Frankrike. Kommunen ligger i kantonen Pau-Ouest som tillhör arrondissementet Pau. År 2022 hade Mazères-Lezons 1 831 invånare.

## Befolkningsutveckling
Antalet invånare i kommunen Mazères-Lezons
| Referens: INSEE |